# Kabul City Center
Kabul City Center es un centro comercial en el barrio de Shahr-e Naw, en el noroeste de Kabul, la capital de Afganistán. Fue inaugurado en 2005, consta de 100 tiendas y tiene un patio de comidas. Está equipado con ascensores y es el primer edificio en Kabul equipado con escaleras mecánicas funcionales. El edificio también incluye el Safi Landmark Hotel, un hotel de 4 estrellas que ocupa los seis primeros de los diez pisos del edificio. El Safi Landmark se ha convertido en uno de los hoteles más famosos de Kabul para visitantes y extranjeros. El edificio ha sido objeto de dos ataques terroristas, en 2010 y 2011. En 2013, el centro comercial recibió atención de los medios por albergar una Apple Store no oficial.

## Historia
Cuando Ghulam Hazrat Safi regresó a Kabul desde Dubái, Emiratos Árabes Unidos, invirtió 35 millones de dólares para construir el centro comercial Kabul City Center y su hotel adyacente, el Safi Landmark Hotel. El hotel emplea a 150 empleados locales y 100 empleados indios. 
El 26 de febrero de 2010, el centro comercial fue atacado por un terrorista suicida talibán, que mató a 16 personas dentro del edificio, 11 de las cuales eran extranjeras (nueve indios, un italiano y un francés). También murieron tres policías afganos y dos personas de origen desconocido. El bombardeo hizo que las ventanas del edificio se hicieran añicos, arrojando escombros a la calle peatonal cercana. El Ministerio de Asuntos Exteriores de la India describió el bombardeo como un ataque dirigido tanto a la población india como a la afgana, ya que las víctimas eran en su mayoría indios. Sin embargo, Zabiullah Mujahid, un portavoz de los talibanes, negó que el motivo del atentado fuera apuntar intencionalmente al pueblo indio e intentar erosionar las relaciones entre Afganistán e India, y dijo que los europeos eran su objetivo principal. Se gastaron 4 millones de dólares para que el centro comercial volviera a funcionar dos meses después del ataque.
Inmediatamente después del primer bombardeo, el centro comercial fue renovado para instalar ventanas de vidrio resistente a explosiones y se inició la inspección de todos los visitantes con detectores de metales antes de que se les permitiera ingresar. Esta proyección impidió que un atacante suicida entrara en el centro comercial el 14 de febrero de 2011

## Características
El Kabul City Center consta de 100 tiendas, incluyendo una joyería, una tienda de electrónica, una boutique, una tienda de antigüedades y una librería, con un patio de comidas ubicado en la planta baja que son muy similares a la mayoría de los centros comerciales europeos. Los principales visitantes del centro comercial son principalmente extranjeros y expatriados. Inicialmente, el restaurante estaba ocupado principalmente por hombres, sin embargo, un año después de la apertura, más mujeres comenzaron a visitar el centro comercial, y el restaurante se convirtió en un lugar de encuentro común para hombres y mujeres.
Una de las características notables del Kabul City Center es la escalera mecánica, que se ha convertido en una atracción por ser las primeras del aciudad. 
El Kabul City Center atrajo más atención de los medios cuando se abrió una Apple Store no oficial dentro del centro comercial en agosto de 2010. Según una entrevista con el gerente de la tienda realizada por Quartz en abril de 2013, sus productos son más caros que el precio minorista en Estados Unidos. Por ejemplo, el iPhone 5 de 16 GB se vendió en Afganistán por 700 dólares, 50 dólares más que el precio original en los Estados Unidos. Los productos de la tienda se importan de Dubái y se informa que las ventas son buenas, con seis iPhones y dos MacBooks vendidos cada día, a pesar de las existencias limitadas. La mayoría de los clientes de la tienda son jóvenes que trabajan en el sector privado. El gerente de la tienda ha considerado la expansión agregando un centro de servicio y reparación, así como con la apertura de una segunda sucursal en otra área de Kabul. El gerente de la tienda afirma haber enviado por correo una foto de la gran inauguración de la tienda a Apple Inc. sin respuesta.

## Recepción pública
El centro comercial ha sido descrito como lujoso y caro por muchos ciudadanos afganos, ya que la mayoría de la población considera que la mayoría de los productos que se venden en el interior no son asequibles. A muchas personas que visitan el centro comercial se les conoce como "mirones", preguntando el precio de un artículo y, una vez revelado por el vendedor, salen de la tienda sin realizar ninguna compra. Los productos electrónicos que se venden dentro del centro comercial se consideran más allá de la imaginación de muchos afganos, la mayoría de los cuales aún carecen de acceso a la electricidad. 
A pesar de lo inasequible, muchas personas visitan el centro comercial para experimentar la escalera mecánica, que no se puede encontrar en ningún otro lugar de Afganistán. Debido a que muchos afganos no tienen experiencia con la tecnología dentro del centro comercial, algunos tienen problemas para usar las instalaciones. Se informa que una mujer se lesionó después de intentar bajar la escalera mecánica 'ascendente'. 
Algunos ciudadanos han argumentado que, en lugar de gastar dinero en la construcción de lujosas tiendas en el centro comercial, se debería invertir en la construcción de fábricas, lo que crearía oportunidades laborales para los desempleados. 